# Mount McCauley
Mount McCauley ist ein markanter und 1350 m hoher Berg im ostantarktischen Mac-Robertson-Land. Er ragt zwischen Mount Scherger und Mount Dummett an der Nordflanke des Fisher-Gletschers in den Prince Charles Mountains auf.
Entdeckt wurde er 1956 bei einem Überflug im Rahmen der Australian National Antarctic Research Expeditions. Teilnehmer dieser Expeditionsreihe statteten dem Berg 1960 einen Besuch ab. Das Antarctic Names Committee of Australia (ANCA) benannte ihn nach Air Marshal John Patrick Joseph McCauley (1899–1989), Oberkommandierender der Royal Australian Air Force zwischen 1954 und 1957.